# Haworthia venosa
Haworthia venosa es una especie de planta suculenta perteneciente a la familia Xanthorrhoeaceae. Es originaria de Sudáfrica.

## Descripción
Es una planta suculenta perennifolia que alcanza un tamaño de 8 a 60 cm de altura y tiene 12-15 hojas dispuestas en forma de roseta, que son lanceolado-deltoides, no recurvadas,  plano el haz, de color verde opaco con un matiz púrpura, con cinco líneas de color verde pálido, redondeado el envés,  cuspidadas en el ápice; margen minuciosamente denticulado. La inflorescencia con pedúnculo delgado, sencillo, en forma de racimo laxo, con brácteas diminutas, deltoides.

## Taxonomía
Haworthia venosa fue descrita por  (Lam.) Haw. y publicado en Saxifrag. Enum. 2: 44, en el año 1821
Variedades aceptadas
- Haworthia venosa subsp. granulata (Marloth) M.B.Bayer
- Haworthia venosa subsp. tessellata (Haw.) M.B.Bayer
- Haworthia venosa subsp. venosa
- Haworthia venosa subsp. woolleyi (Poelln.) Halda

Sinonimia
- Aloe venosa Lam.
- Catevala venosa (Lam.) Kuntze[5]